# Andrzej Gulczyński
Andrzej Gulczyński (ur. 2 listopada 1961 w Pleszewie) – polski prawnik, doktor habilitowany nauk prawnych, specjalizuje się w prawie osobowym w XIX i XX w., archeologii prawnej i historii ustroju Polski w okresie międzywojennym, profesor nadzwyczajny Uniwersytetu im. Adama Mickiewicza w Poznaniu.

## Życiorys
Do liceum uczęszczał w rodzinnym Pleszewie. Studia prawnicze ukończył w 1985 na Wydziale Prawa i Administracji UAM, gdzie został zatrudniony w 1991. Stopień doktorski uzyskał w 1993 na podstawie pracy pt. Ministerstwo byłej Dzielnicy Pruskiej 1919–1922 roku (promotorem był Witold Maisel). W latach 1991–2001 był asystentem poselskim Hanny Suchockiej. Habilitował się w 2011 na podstawie oceny dorobku naukowego i rozprawy Nazwisko dziecka. Ewolucja ukazywania relacji rodzinnoprawnych.
Pracuje jako profesor nadzwyczajny w Katedrze Prawa Rzymskiego i Historii Prawa Sądowego Wydziału Prawa i Administracji UAM. W latach 2014–2020 był prezesem Poznańskiego Towarzystwa Przyjaciół Nauk. Należy ponadto do Kaliskiego Towarzystwa Przyjaciół Nauk, Polskiego Towarzystwa Heraldycznego oraz Polskiego Towarzystwa Historycznego.
Jest dyrektorem Muzeum Uniwersytetu im. Adama Mickiewicza w Poznaniu.
Jest członkiem Komitetu Redakcyjnego „Czasopisma Prawno-Historycznego” i przedstawicielem Poznańskiego Towarzystwa Przyjaciół Nauk w Radzie Kuratorów Fundacji Zakłady Kórnickie.
Ojciec Michała Gulczyńskiego.

## Wybrane publikacje
Tematyka prawnicza:
- Ministerstwo byłej Dzielnicy Pruskiej : (1919–1922), wyd. 1995, ISBN 83-7063-149-5
- Wielkopolanie XX wieku. Praca zbiorowa (red.), wyd. 2001, ISBN 83-85811-74-5
- Historia państwa i prawa. Wybór tekstów źródłowych, wyd. 2002, ISBN 83-87148-36-9
- Alfred Ohanowicz. Wybór prac (oprac.), wyd. 2007, ISBN 978-83-7483-244-1
- Prawo na zamku. Wydział Prawno-Ekonomiczny Uniwersytetu Poznańskiego w dawnej rezydencji cesarskiej, wyd. 2009, ISBN 978-83-232-2012-1
- Nazwisko dziecka. Ewolucja ukazywania relacji rodzinnoprawnych, wyd. 2010, ISBN 978-83-232-2215-6
- ponadto rozdziały w pracach zbiorowych i artykuły publikowane w czasopismach prawniczych, m.in. w "Czasopiśmie Prawno-Historycznym", "Państwie i Prawie" oraz "Ruchu Prawniczym, Ekonomicznym i Socjologicznym"[1]

Inne:
- Sylwetki zasłużonych pleszewian z okresu pruskiej niewoli, wyd. 1992
- Ks. prałat Kazimierz Niesiołowski. 1872–1949, wyd. 1995, ISBN 83-904923-0-X
- Powiat pleszewski (wraz z P. Andersem, i J. Jackowskim), wyd. 1999, ISBN 83-85811-69-9
- Z życia i publicznej działalności biskupa Stanisława Adamskiego (oprac.), wyd. 2000, ISBN 83-7015-526-X